# Józef Feldman (historyk)

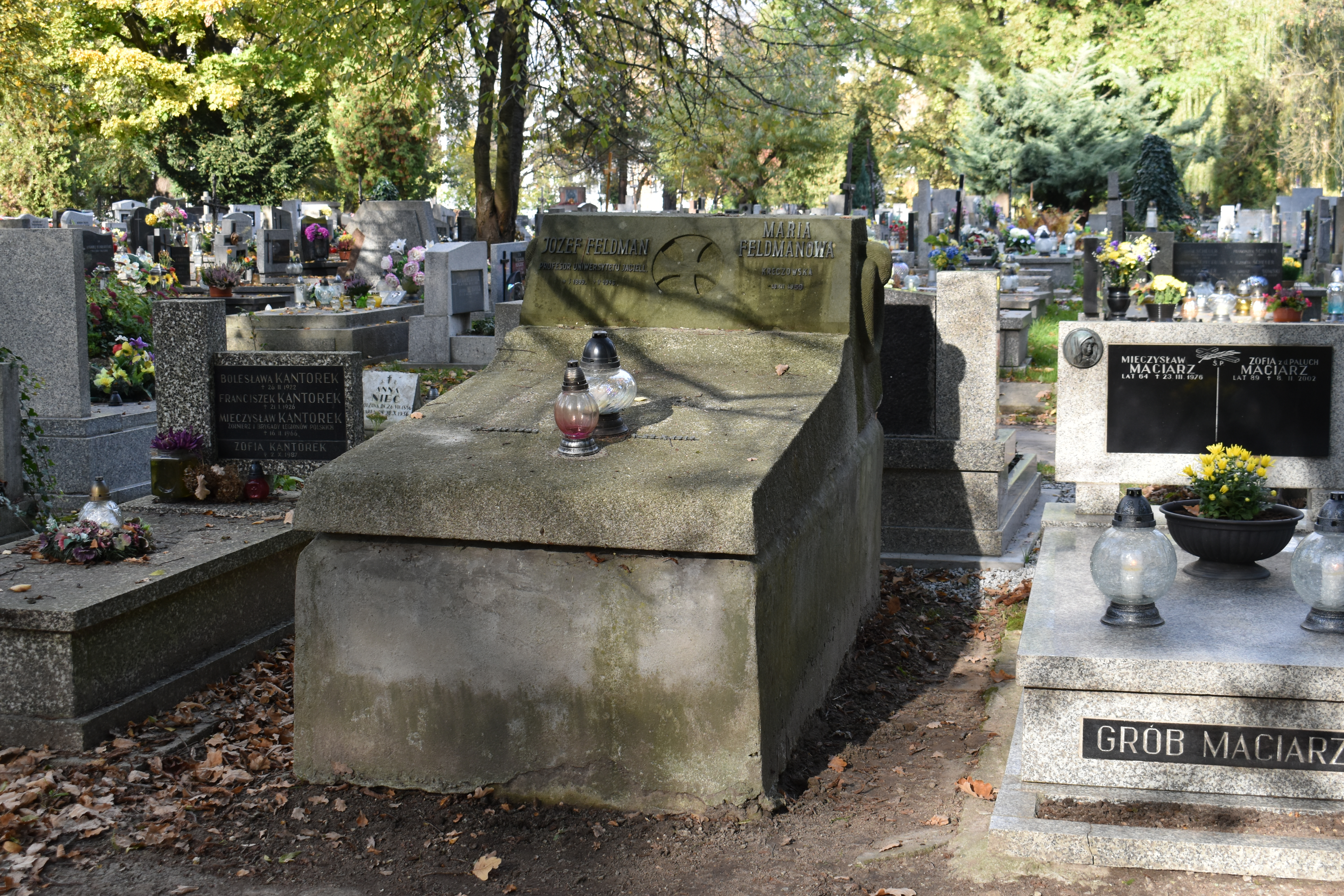
Grób Józefa Feldmana na cmentarzu Rakowickim

Józef Feldman, pseudonim „Józef Sokołowski” (ur. 1 lipca 1899 w Przemyślu, zm. 16 czerwca 1946 w Krakowie) – polski historyk, profesor Uniwersytetu Jagiellońskiego.

## Życiorys

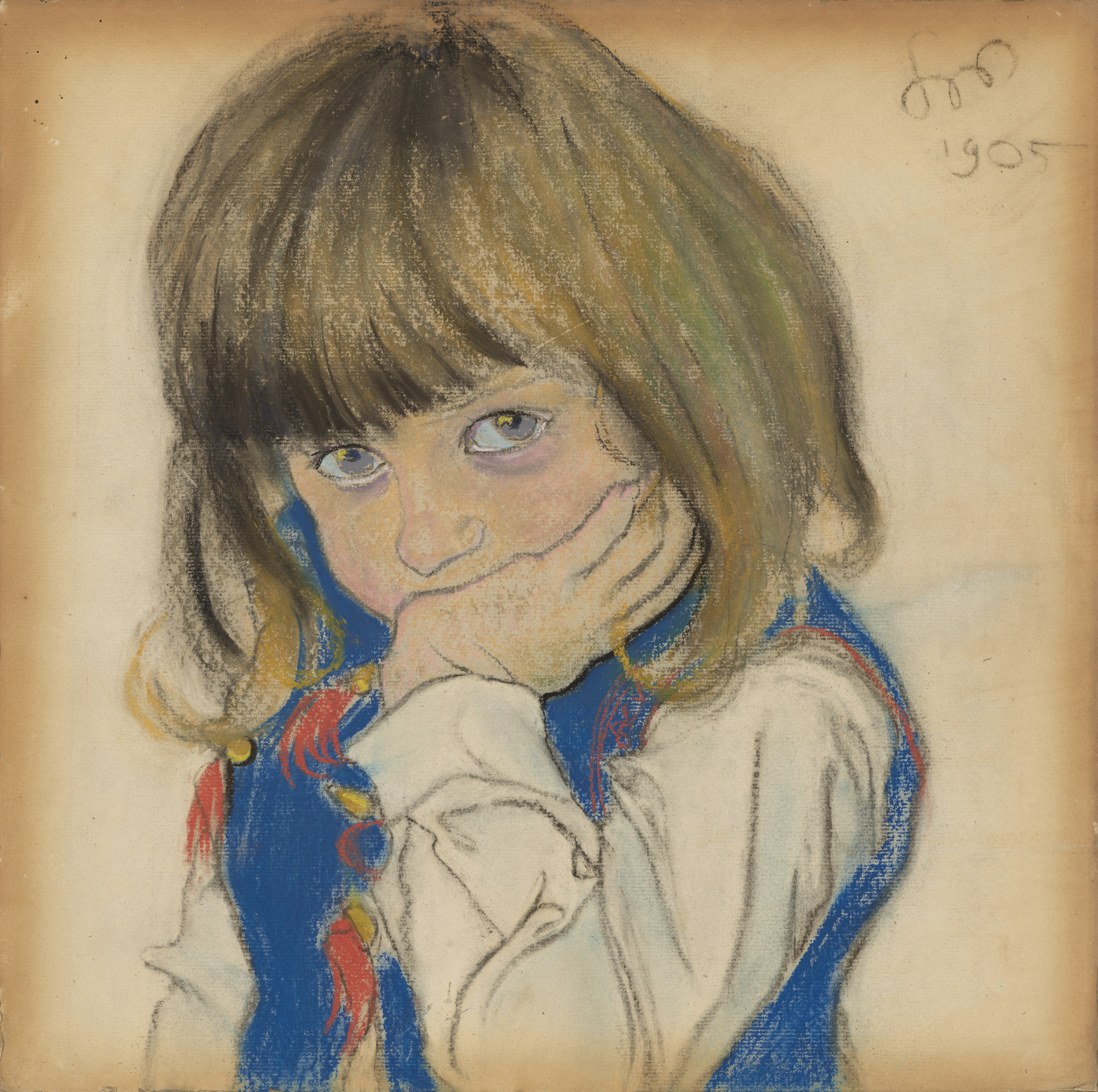
Portret 6-letniego Feldmana autorstwa Stanisława Wyspiańskiego

Był synem Wilhelma (pisarza, dramaturga, krytyka literackiego) i Marii z Kleinmanów (tłumaczki literatur zachodnich). Ukończył IV gimnazjum w Krakowie (1917), następnie studiował prawo (1917–1919) i historię (1919–1922) na UJ, m.in. pod kierunkiem Władysława Konopczyńskiego i Stanisława Kota. W latach 1918–1920 ochotniczo służył w WP. W 1922 został asystentem w Seminarium Historycznym UJ, rok później obronił pracę doktorską Polska w dobie wielkiej wojny północnej 1704–1709 (przygotowaną pod opieką S. Kota). W 1927 habilitował się na UJ na podstawie pracy Polska a sprawa wschodnia 1709–1714 i został docentem w Katedrze Historii Powszechnej; od 1937 profesor nadzwyczajny, objął jednocześnie kierownictwo Katedry Historii Nowożytnej (był jej szefem do wybuchu II wojny światowej oraz po wojnie). Wykładał historię powszechną i historię dyplomacji XIX i XX wieku; od 1929 dodatkowo – jako docent w Katedrze Historii – wykładał te same przedmioty w Szkole Nauk Politycznych w Krakowie. Gościnnie prowadził zajęcia ze stosunków polsko-europejskich od XVIII do XX wieku na uniwersytecie w Paryżu; angażował się w prace Międzynarodowych Zjazdów Historyków w Warszawie (1933) i Zurychu (1938), był jednym z inicjatorów powstania Międzynarodowego Instytutu Historii Rewolucji Francuskiej w Paryżu.
Po wybuchu wojny był poszukiwany przez gestapo; przez pewien czas pracował jako archiwista w Zakładzie Narodowym im. Ossolińskich we Lwowie, następnie ukrywał się w klasztorze franciszkanów w Hanaczowie koło Lwowa. Później przeniósł się do Warszawy; brał udział w tajnym nauczaniu (wykładał w Tajnym Uniwersytecie Warszawskim oraz w warszawskim Instytucie Pedagogicznym). Przeżycia wojenne i prowadzone równolegle studia nad filozofią chrześcijańską uczyniły go głęboko wierzącym katolikiem; podczas powstania warszawskiego, niezdolny do walki ze względu na chorobę serca i krótkowzroczność, pozostawał w szeregach Wojskowej Straży Ochrony Powstania. Po upadku powstania mieszkał w klasztorze bernardynów w Kalwarii Zebrzydowskiej. W 1945 wrócił do pracy na UJ; został w tym samym roku członkiem korespondentem PAU, rok później członkiem honorowym Polskiego Towarzystwa Historycznego. Zmarł w czerwcu 1946 w Krakowie. Został pochowany na cmentarzu Rakowickim w Krakowie.
Jako historyk zajmował się głównie dziejami stosunków polsko-niemieckich, dyplomatyki międzynarodowej oraz historią Polski i Francji w XVIII wieku. W pracy Sprawa polska w roku 1848 (1933) przedstawił zarys polityki pruskiej i rosyjskiej wobec sytuacji na ziemiach polskich w okresie Wiosny Ludów. Wiele uwagi poświęcił polityce Bismarcka wobec Polaków; jego praca Bismarck a Polska (1938, wznawiana 1947, 1966, 1980) odegrała znaczącą rolę polityczną – Feldman przedstawił w niej obszerną, krytyczną analizę Bismarcka, a echa pracy znalazły się w opinii publicznej oraz m.in. w polityce szefa polskiej przedwojennej dyplomacji Józefa Becka; okupanci niemieccy tępili książkę z zaciętością. Feldman był również autorem tezy, że okres saski w historii Polski charakteryzował się nie tylko upadkiem kraju, ale był także początkiem myśli postępowej i wewnętrznego odrodzenia narodu. Jako źródło antagonizmów polsko-niemieckich określił walkę o dostęp do Bałtyku.
Badał twórczość naukową Michała Bobrzyńskiego, Szymona Askenazego i Wacława Tokarza; był redaktorem Cambridge History of Poland (1941), przygotował wydanie pracy ojca Wilhelma Feldmana Dzieje polskiej myśli politycznej 1864–1914 (1933). Przyjaźnił się z Władysławem Konopczyńskim, Stanisławem Kotem, Marianem Kukielem (który był jednym z jego kontrkandydatów do objęcia Katedry Historii Nowożytnej UJ), Stanisławem Kutrzebą oraz uczonymi zagranicznymi.
Cenił realizm w prowadzeniu polityki zagranicznej, opisywał zarówno zbytnie w jego mniemaniu zaufanie pokładane w mocarstwach zachodnich (Francji, Wielkiej Brytanii, Austrii i Austro-Węgrzech), jak i potem zbytnie wyolbrzymianie rzekomo zawiedzionych nadziei.

## Publikacje
Ogłosił ponad 160 prac, m.in.:
- Polska a Prusy (1924)
- Sprawa dysydencka za Augusta II (1924)
- Bismarck a Komisja Osadnicza (1928)
- Mocarstwa wobec powstania styczniowego (1929)
- Traktat wersalski jako etap zmagań polsko-niemieckich (1930)
- Bismarck wobec Kościoła katolickiego (1932)
- U podstaw stosunków polsko-angielskich 1788–1863 (1933, w: Polityka narodów)
- Antagonizm polsko-niemiecki w dziejach (1934)
- Kraków i ziemia krakowska (1934, z Romanem Grodeckim i Kazimierzem Lepszym)
- Stanisław Leszczyński (1934)
- Na przełomie stosunków polsko-francuskich 1774–1787, Vergennes wobec Polski (1935)
- Nowsze kierunki badań nad Wielką Rewolucją (1935)
- Rewolucja francuska a Europa (1936, w: Wielka historia powszechna)
- Dwa wizerunki cesarskich Niemiec (1937)
- Udział Polski w badaniach nad historią nowożytną (1937)
- Bismarck a Polska (1938)
- Rozkład kultury mieszczańskiej (1946)